# Sentier (Métro Paris)

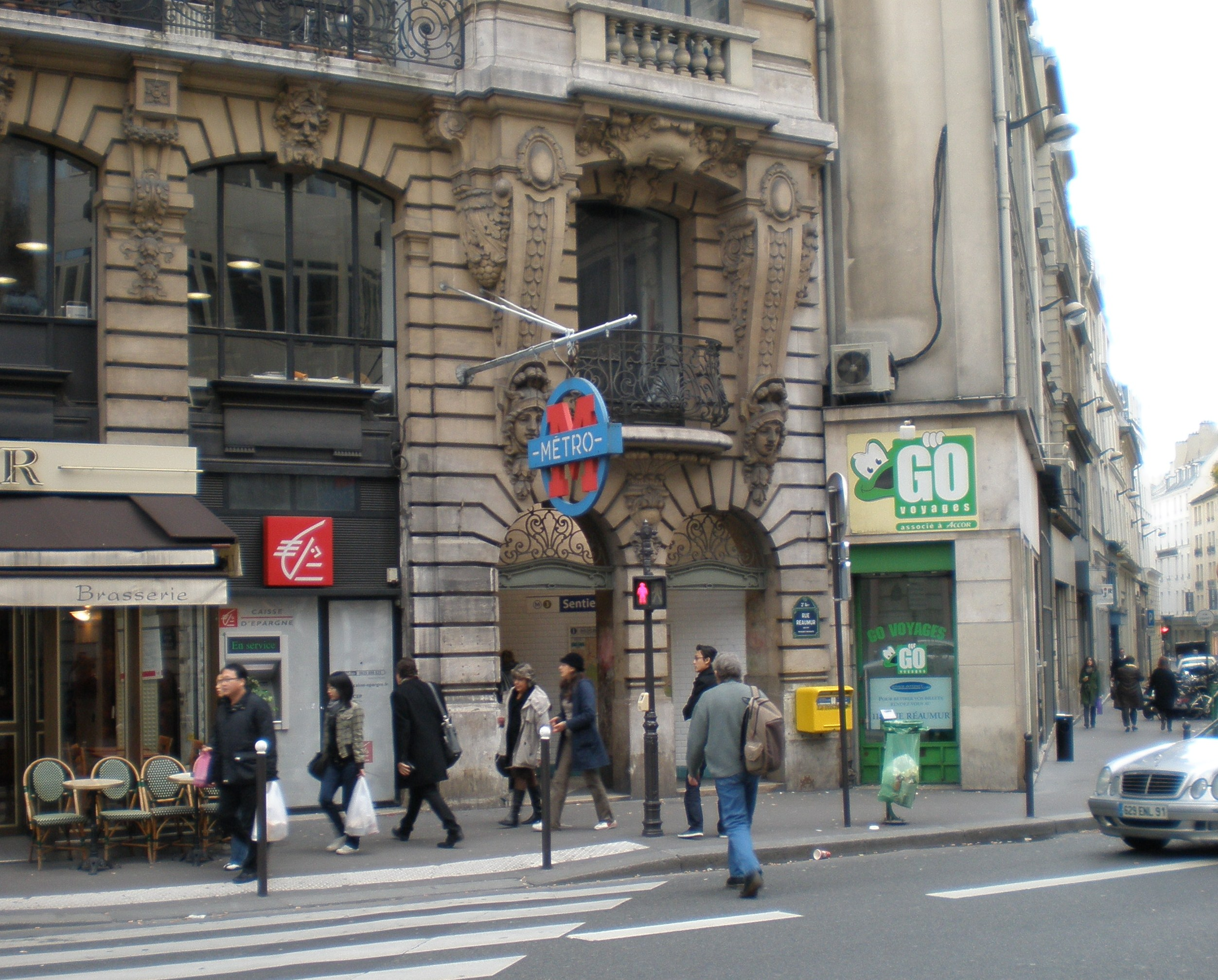
Zugang in einem Haus an der Rue de Cléry

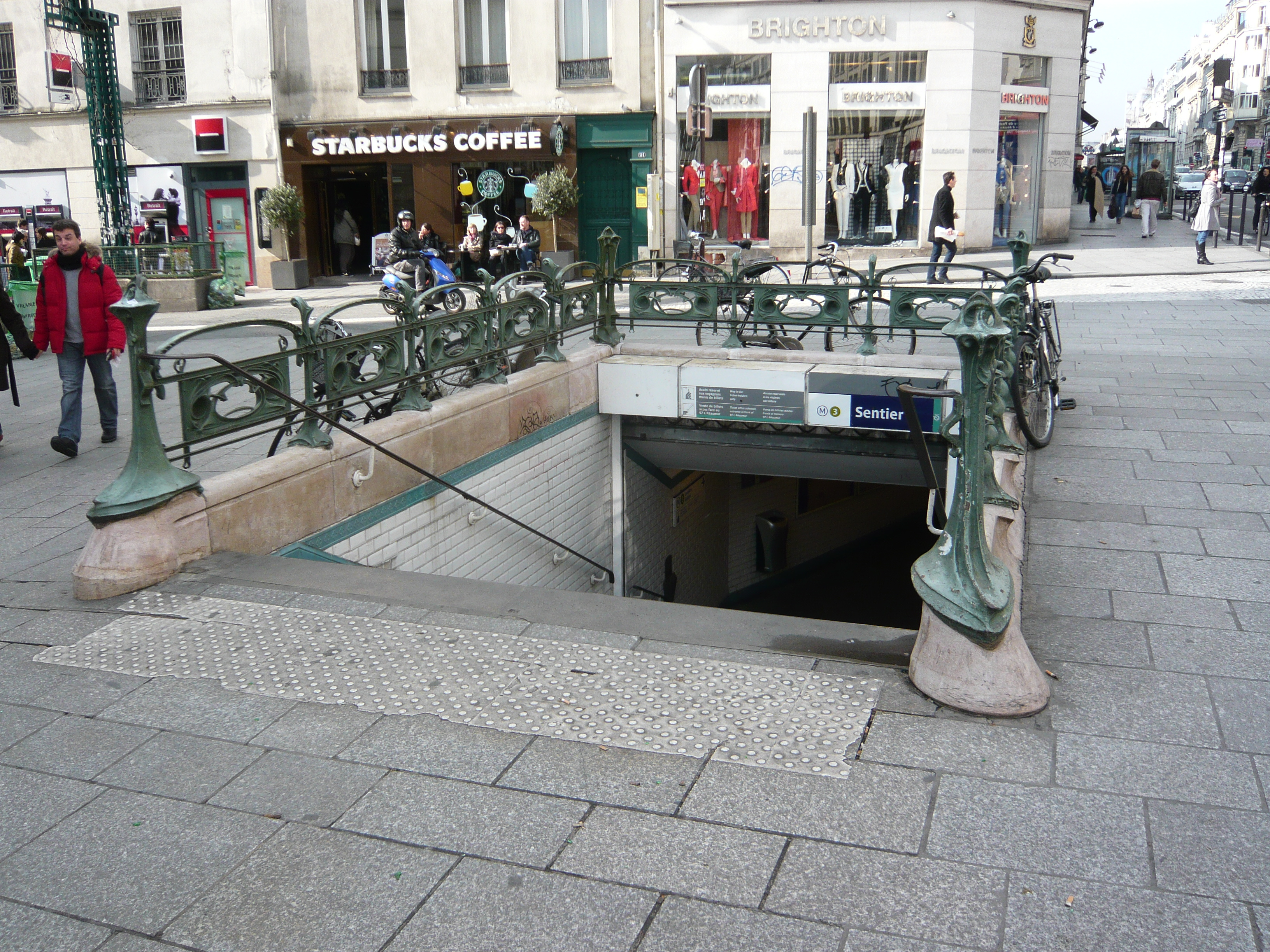
Zugang an der Rue des Petits Carreaux

Sentier [sɑ̃tje] ist eine unterirdische Station der Linie 3 der Pariser Métro.

## Lage
Die Station befindet sich im Quartier du Mail des 2. Arrondissements von Paris. Sie liegt längs unter der Rue Réaumur an deren Kreuzung mit der Rue d‘Aboukir.

## Name
Namengebend ist die in die Rue Réaumur mündende Rue du Sentier. Die Herkunft des Straßennamens ist nicht eindeutig geklärt. Mit „sentier“ (Pfad) ist vermutlich ein Fußweg gemeint, der zur Stadtmauer führte. Möglicherweise handelt es sich aber um die Abwandlung des ähnlich lautenden Begriffs „chantier“. Ein „chantier de bois“ ist ein Holzlager, die ehemalige Niederlassung eines Holzhändlers wird an der Stelle vermutet.

## Geschichte und Beschreibung
Der erste Abschnitt der Linie 3 von Villiers nach Père Lachaise wurde am 19. Oktober 1904 in Betrieb genommen. Die an ihm liegende Station Sentier wurde aber erst am 1. Dezember 1904 eröffnet.
Die Station weist unter einem elliptischen, gefliesten Deckengewölbe Seitenbahnsteige an zwei parallelen Streckengleisen auf. Sie hat die ursprüngliche Pariser Standardlänge von 75 m. Ein Zugang liegt an der Kreuzung der Rue Réaumur mit der Rue des Petits Carreaux, ein zweiter befindet sich in einem Gebäude.

## Fahrzeuge
Als Folge des Unfalls im Bahnhof Couronnes wurde die Linie 3 von Anfang an mit Fahrzeugen ausgestattet, die auf Drehgestellen liefen. Die Fünf-Wagen-Züge bestanden aus drei Trieb- und zwei Beiwagen. Sie wurden später durch Sprague-Thomson-Züge ersetzt, die dort bis 1967 verkehrten. In jenem Jahr erhielt die Linie 3 als erste die neue, klassisch auf Stahlschienen laufende Baureihe MF 67. Diese Fahrzeuge sind dort im Jahr 2024 nach wie vor im Einsatz, ab 2028 sollen sie von Zügen der Baureihe MF 19 abgelöst werden.